# Tokyo Waterfront Area Rapid Transit
Tokyo Waterfront Area Rapid Transit (東京臨海高速鉄道株式会社, Tōkyō Rinkai Kōsoku Tetsudō Kabushiki-gaisha, en français : Transport Rapide du Front de mer de Tokyo), ou plus simplement TWR, est une société japonaise de transport ferroviaire assurant le service de la ligne Rinkai à Tokyo.

## Histoire
La société a été créée le 12 mars 1991 dans le but de construire et d'exploiter une liaison ferroviaire entre le centre de Tokyo et l'île artificielle d'Odaiba. Elle est détenue en grande majorité par le Gouvernement métropolitain de Tokyo (91,32 %).

## Ligne Rinkai

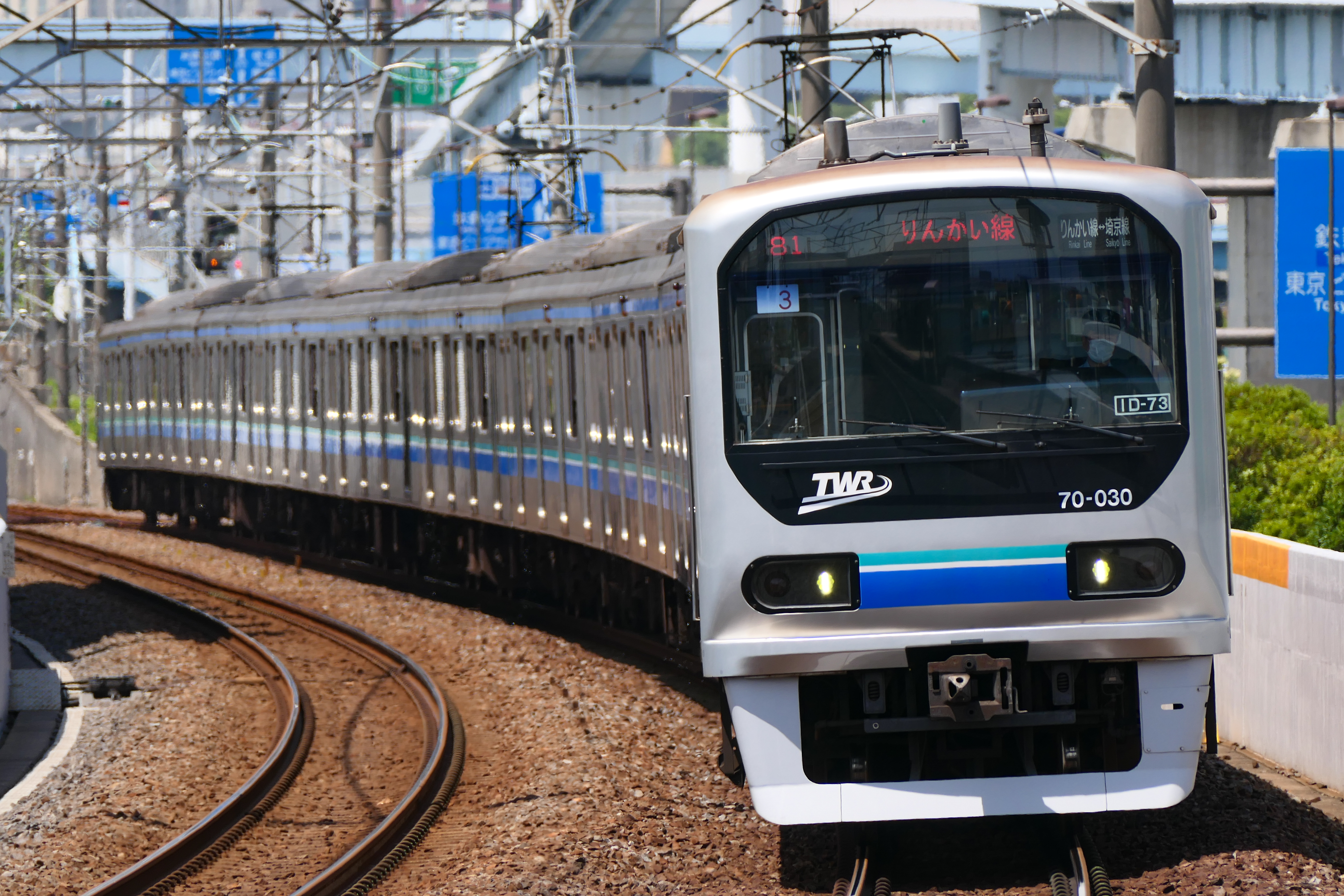
TWR série 70-000 à la gare d'Shinonome

La ligne Rinkai (りんかい線, Rinkai-sen) est l'unique ligne exploitée par TWR. Elle a été ouverte en 1996.

La ligne part de la gare de Shin-Kiba dans l'arrondissement de Kōtō et se termine à la gare d'Ōsaki dans l'arrondissement de Shinagawa. Elle fait 12,2 km de long et comporte 8 gares. En 2010, la fréquentation moyenne de la ligne était de 200 200 voyageurs par jour.